# 埤霞
埤霞，舊稱坡腳、埤腳，是臺灣彰化縣埔心鄉的一個傳統地域名稱，位於該鄉西北部。相較於今日行政區，其範圍大致包括梧鳳村、二重村、油車村西部的南昌北路與瑤鳳路二段所夾地區。

## 歷史
台灣清治末期至日治初期，埤霞地區為一街庄，稱為「埤霞庄」，隸屬於武西堡。該庄北及東北與大崙庄為鄰，東南與大埔心庄為鄰，南邊為梧鳳庄，西邊為三塊厝庄、南港庄。
1901年（日治明治三十四年）11月，全台廢縣廳改設二十廳，該庄隸屬於彰化廳。1903年（明治三十六年）6月，該庄編入「大埔心區」，隸屬於彰化廳。1909年（明治四十二年）10月，合併二十廳為十二廳，大埔心區改隸屬於臺中廳。1920年（大正九年），該庄改制為「埤霞」大字，隸屬於臺中州員林郡坡心庄，大字下有「埤霞」、「菜寮」小字名。
戰後坡心庄改制為埔心鄉，隸屬於臺中縣，大字亦改制為村。1950年10月，中、彰、投分治，埔心鄉改隸屬彰化縣。

## 聚落
本地區發展較早的聚落有前埤霞（埤霞）、菜藔等，在日治期初期的官方地圖上已有記載。此外，本地區尚有埤腳、新興聚落。

## 交通
省道台76線即「東西向快速公路－漢寶草屯線」，是員林大排兩側高架道路，目前僅通行埔鹽至草屯路段，大致以北北西－南南東走向繞大彎轉西南西－東北東走向再轉西北西－東南東走向經過本地區西部、西南部邊界地帶及南部東段近邊界地帶。由該道路向北北西可前往埔鹽與大村交界地帶及國道1號埔鹽系統交流道、埔鹽與秀水交界地帶、埔鹽與福興交界地帶並止於埔鹽交流道，向東南東可前往埔心市區北郊、員林南部、南投西北部、草屯西南部並止於國道3號中興系統交流道。縣道144號是與省道台76線併行的員林大排兩側平面道路。由該道路向北北西至省道台76線埔鹽交流道後可續行前往福興西北部並止於省道台61線福興交流道，向東南東可前往埔心市區北郊、員林南部並止於縣道137號路口。
縣道146號（大溪路二段～一段）是溪湖至大村鄉犁頭厝的道路，大致以西南—東北走向由本地區南部邊界西段入境，經員林大排第二梧鳳橋及兩岸的省道台76線高架橋／縣道144號後轉東北東蜿蜒而行，至埤腳聚落轉東南東再轉東再轉東南，至本地區東北部邊界處的鄉道彰53-1線路口轉東北東與其共線並出境。由該道路向西南可前往梧鳳、三塊厝、四塊厝、頂寮東南端、溪湖市區並止於省道台19線路口，向東北東可前往大崙東南部、大村市區、過溝、擺塘、蓮花池、黃厝北部的犁頭厝聚落南側並止於縣道137號路口。
鄉道彰53-1線（港後巷、五通北路、五通南路）是大崙至同安的道路，大致先以西北—東南走向由本地區北部邊界入境後，轉向東沿邊界蜿蜒而行，其後入境一小段後出境，至鄉道彰55線路口轉東南與其共線，再轉南南東至縣道146號路口後，轉西南西改與其共線，至五通北路路口再度入境本地區並轉西南沿五通北路獨行，至員林大排右岸轉西北西與其平行，至埤霞橋頭轉南南西通過該橋及兩岸的省道台76線高架橋／縣道144號後轉西南至本地區南部邊界轉南出境。由該道路向西北可前往大崙並止於鄉道彰44線路口，向南可前往梧鳳中部、舊館、同安宅並止於其南部邊界處的鄉道彰142-1線路口。
鄉道彰61線（二抱路一段）是埤霞至埔心的道路，其北側端點位於本地區北部邊界地帶的縣道146號、鄉道彰53-1線路口。由此向東南蜿蜒而行，出境後可前往坡心北部凸出部分、坡心北部凸出部分與梧鳳交界地帶、油車店、坡心聚落中部並止於縣道148號路口。